# وولفهارت هاوزر
وولفهارت هاوزر (به آلمانی: Wolfhart Hauser) (زاده ۵ دسامبر ۱۹۴۹) کارآفرین، مخترع و مدیر ارشد اجرایی آلمانی است، که در حال حاضر به‌عنوان مدیر عامل اجرایی شرکت اینترتک فعالیت می‌کند.